# Ланкрем
Ланкрем (рум. Lancrăm) — село у повіті Алба в Румунії. Адміністративно підпорядковане місту Себеш.
Село розташоване на відстані 263 км на північний захід від Бухареста, 10 км на південь від Алба-Юлії, 87 км на південь від Клуж-Напоки.

## Населення
За даними перепису населення 2002 року у селі проживали 1468 осіб.
Національний склад населення села:
| Національність | Кількість осіб | Відсоток |
| -------------- | -------------- | -------- |
| румуни         | 1458           | 99,3%    |
| угорці         | 5              | 0,3%     |
| цигани         | 5              | 0,3%     |

Рідною мовою назвали:
| Мова      | Кількість осіб | Відсоток |
| --------- | -------------- | -------- |
| румунська | 1462           | 99,6%    |
| угорська  | 5              | 0,3%     |

## Уродженці
- Лучіан Блаґа (1895 — 1961) — румунський філософ, поет, перекладач, драматург. Також журналіст. Професор університету Клужа та Сібіу, дипломат.